# Parafia Krzyża Świętego w Krekolach
Parafia Krzyża Świętego w Krekolach – parafia rzymskokatolicka znajdująca się w archidiecezji warmińskiej, w dekanacie Lidzbark Warmiński.